# Sangaria

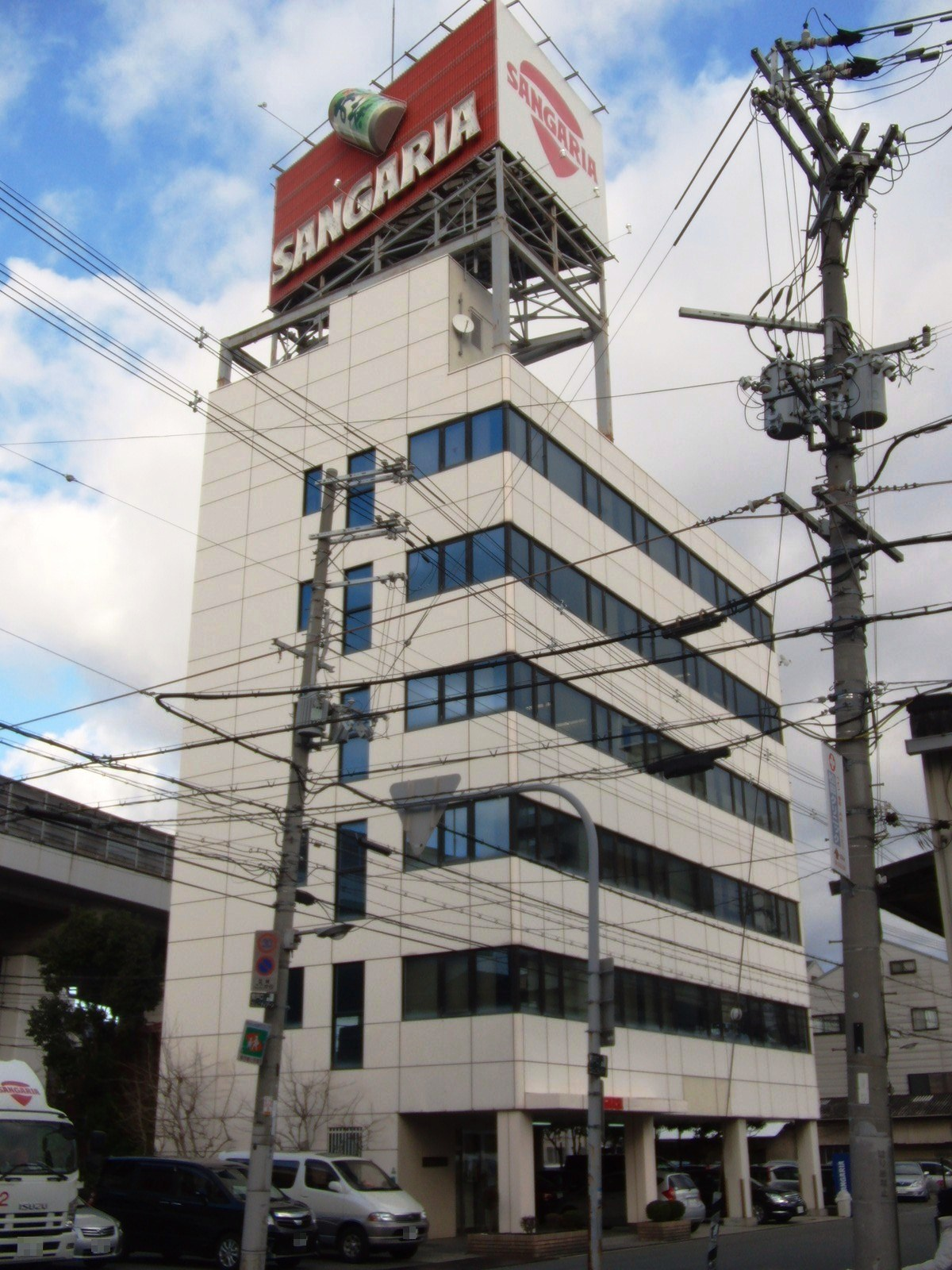
株式会社日本サンガリア

山河在（Sangaria）是飲料品牌，由日本山河在飲料株式会社（Kabushiki-gaisha Nippon Sangaria Bebarejji Kanpanii）生产和销售，公司总部位于日本大阪市東住吉區，成立於1974年，前身是石山正二於1951年創辦的「石山食品工業社」。公司名称源于唐朝诗人杜甫作品《春望》詩中「國破山河在」之「山河在」的日文谐音。大多数Sangaria的饮料都添加了维生素。